# Fornells de la Montaña
Fornells de la Muntanya  es una localidad española del municipio de Tosas, perteneciente a la provincia de Gerona, en la comunidad autónoma de Cataluña.

## Toponimia
El nombre del lugar puede encontrarse referido con las formas Fornells de la Montaña y Fornells de la Muntanya.

## Geografía
El río Rigart pasa por la localidad.

## Historia
Hacia mediados del siglo XIX, el lugar, ya por entonces perteneciente a Tosas, tenía contabilizada una población de 124 habitantes. La localidad aparece descrita en el octavo volumen del Diccionario geográfico-estadístico-histórico de España y sus posesiones de Ultramar de Pascual Madoz de la siguiente manera:

FORNELLS DE LA MONTAÑA: l. en la prov. de Gerona (15 1/2 leg.), part. jud. de Ribas (2), aud. terr., c. g. de Barcelona (28), dióc. de Seo de Urgel, ayunt. del valle de Tosas. sit. en terreno áspero y montañoso con buena ventilacion y clima frio, pero sano. Tiene una igl. parr. (San Clemente), servida por un cura de término, de la que es aneja la del l. de Cornellana. El térm. confina con Tossas, Dorriá, Planés y Nava; corre por él, el r. Rigart, fertilizando con sus aguas este terreno montuoso y de inferior calidad, pero abundante en pastos. Los caminos son locales, de herradura y se hallan en mal estado. El correo se recibe de la cab. del part. prod.: centeno, patatas, y legumbres; cria ganado y caza de varias especies. pobl.: 25 vec., 124 alm. cap. prod.: 775,600. imp.: 19,330 rs.
(Madoz, 1847, p. 147)

En 2022, tenía empadronados 32 habitantes.